# Berneuil-sur-Aisne
Berneuil-sur-Aisne és un municipi francès, situat al departament de l'Oise i a la regió dels Alts de França. L'any 2007 tenia 998 habitants.

## Demografia

### Població
El 2007 la població de fet de Berneuil-sur-Aisne era de 998 persones. Hi havia 361 famílies de les quals 56 eren unipersonals (32 homes vivint sols i 24 dones vivint soles), 116 parelles sense fills, 173 parelles amb fills i 16 famílies monoparentals amb fills.
La població ha evolucionat segons el següent gràfic:
Habitants censats

### Habitatges
El 2007 hi havia 391 habitatges, 365 eren l'habitatge principal de la família, 11 eren segones residències i 15 estaven desocupats. 385 eren cases i 6 eren apartaments. Dels 365 habitatges principals, 329 estaven ocupats pels seus propietaris, 34 estaven llogats i ocupats pels llogaters i 2 estaven cedits a títol gratuït; 1 tenia una cambra, 17 en tenien dues, 39 en tenien tres, 99 en tenien quatre i 209 en tenien cinc o més. 264 habitatges disposaven pel capbaix d'una plaça de pàrquing. A 132 habitatges hi havia un automòbil i a 205 n'hi havia dos o més.

### Piràmide de població
La piràmide de població per edats i sexe el 2009 era:
| Homes | Edats   | Dones |
| ----- | ------- | ----- |
| 0     | 95 o +  | 1     |
| 2     | 90 a 94 | 1     |
| 6     | 85 a 89 | 11    |
| 9     | 80 a 84 | 5     |
| 10    | 75 a 79 | 20    |
| 20    | 70 a 74 | 19    |
| 24    | 65 a 69 | 23    |
| 20    | 60 a 64 | 13    |
| 10    | 55 a 59 | 18    |
| 44    | 50 a 54 | 17    |
| 60    | 45 a 49 | 65    |
| 40    | 40 a 44 | 33    |
| 32    | 35 a 39 | 35    |
| 37    | 30 a 34 | 44    |
| 16    | 25 a 29 | 20    |
| 23    | 20 a 24 | 21    |
| 43    | 15 a 19 | 34    |
| 44    | 10 a 14 | 14    |
| 49    | 5 a 9   | 29    |
| 19    | 0 a 4   | 5     |

## Economia
El 2007 la població en edat de treballar era de 677 persones, 515 eren actives i 162 eren inactives. De les 515 persones actives 480 estaven ocupades (258 homes i 222 dones) i 35 estaven aturades (17 homes i 18 dones). De les 162 persones inactives 48 estaven jubilades, 45 estaven estudiant i 69 estaven classificades com a «altres inactius».

### Ingressos
El 2009 a Berneuil-sur-Aisne hi havia 374 unitats fiscals que integraven 1.011 persones, la mediana anual d'ingressos fiscals per persona era de 19.754 €.

### Activitats econòmiques
Dels 41 establiments que hi havia el 2007, 2 eren d'empreses extractives, 1 d'una empresa alimentària, 4 d'empreses de fabricació d'altres productes industrials, 6 d'empreses de construcció, 7 d'empreses de comerç i reparació d'automòbils, 2 d'empreses de transport, 1 d'una empresa d'hostatgeria i restauració, 2 d'empreses d'informació i comunicació, 5 d'empreses financeres, 7 d'empreses de serveis, 1 d'una entitat de l'administració pública i 3 d'empreses classificades com a «altres activitats de serveis».
Dels 8 establiments de servei als particulars que hi havia el 2009, 1 era un taller de reparació d'automòbils i de material agrícola, 2 paletes, 2 guixaires pintors, 1 fusteria i 2 perruqueries.
Dels 3 establiments comercials que hi havia el 2009, 1 era una botiga de més de 120 m², 1 una botiga de menys de 120 m² i 1 una botiga d'electrodomèstics.
L'any 2000 a Berneuil-sur-Aisne hi havia 6 explotacions agrícoles.

## Equipaments sanitaris i escolars
El 2009 hi havia una escola elemental.

## Poblacions més properes
El següent diagrama mostra les poblacions més properes.